# Нижние Метески
Нижние Метески (тат. Түбән Мәтәскә) — село в Арском районе Республики Татарстан (Россия). Административный центр Старокырлайского сельского поселения.
Население (2015 г.) — 484 человека (татары).
Село находится на реке Ия в 5-6 км к северо-востоку от Арска. Через село проходит автодорога Казань — Малмыж.

## История
Первые упоминания о деревне приходятся на 1793 год. Деревня была основана в период Казанского ханства. Жители занимались полеводством, а также мясным скотоводством. Также есть упоминания о комбикормовом заводе. В начале XIX века около 63,5 кишаров возле села земли принадлежали некому И. И. Аппакову. Там же работала и мельница. Из официальных документов конца XIX века следует, что 7 деревенских крестьян работали на ямщика.
Нижние Метески находились на Сибирском тракте. В деревне имелась почтовая станция (в начале XX века находилась в собственности Михайлова). Для обслуживания почты было 16 пар лошадей. Почтовый дом построил первый гильдийский купец Казани В. А. Савин. В описании 1825 года этот дом «ниже девяти саженей в длину и один аршин в ширину одно кирпичное здание с семью саженцами и одним аршином. Кровля из жести, окрашенной в красный цвет. Здание состоит из шести комнат, печей с теплом».
13 декабря 1891 года несколько человек вышли на дорогу Нижние Метески — Карадуван с целью ограбления почтальонов. Почтальоны были вынуждены стрелять в воздух, после чего бандиты убежали в лес. После этого инцидента был издан приказ об усилении охраны дорог и здания почты.
В 1879 году произошёл крупный пожар в результате которого сгорело не менее 60 домов.
В Нижних Метесках имелись владельцы торговых лавок. Хозяева двух магазинов Мэгъриф Халитов и Ногман Шакиров были выходцами из Нижних Метесках, другой владелец магазина в этой деревне был выходцем из Наласы. В Нижних Метесках действовала бумажная фабрика на даче Аппакова.
Мечети Нижних Метесков были построены очень давно. Предположительно первая мечеть была построена, когда была основана деревня. Первые официальные документы о мечети относятся к 1841 году, первым муллой был Мухаммадхалаф Сулейманов.
В 1880-х годах в Нижних Метесках была медресе, там преподавал Мухаммадшакир Мухаммадхэляев, который учил 15 юношей, в это же время там получают образование 17 девушек.
В «Списке населённых мест Российской империи», изданном в 1866 году по сведениям 1859 года, населённый пункт упомянут как казённая деревня Малые Метески Казанского уезда Казанской губернии (1-го стана). Располагалась на Сибирском почтовом тракте, при безымянном ручейке, в 70 верстах от уездного и губернского города Казань и в 50 верстах от становой квартиры во владельческой деревне Пермяки (Богородское). В деревне, в 55 дворах проживали 337 человек (169 мужчин и 168 женщин), были мечеть, почтовая станция.
До 1920 года село входило в Кармышскую волость Казанского уезда Казанской губернии. С 1920 в составе Арского кантона ТАССР. С 10.8.1930 в Арском р-не.
В 1984 году была построена школа, ныне зовущаяся школой имени Д. Г. Хакимова.